# Río Blanco (Salta)
Pour les articles homonymes, voir Río Blanco.
Le río Blanco est un cours d'eau du nord-ouest de l'Argentine qui coule en province de Salta. C'est un petit affluent du río Toro dans lequel il se jette en rive droite. C'est donc un sous-affluent du Paraná par le río Toro, puis par le río Árias et enfin par le río Juramento ou Salado del Norte.

## Géographie
Le río Blanco naît a plus de 4 000 mètres d'altitude dans la partie méridionale de la Sierra de Chañi. Il coule globalement d'ouest en est. Il se termine dans la vallée du río Toro à une trentaine de kilomètres au sud-ouest de la ville de Salta. Il se jette dans le secteur moyen du río Toro, en rive droite, un peu en amont de la ville de Campo Quijano, juste en aval de l'endroit où ce dernier quitte la Quebrada del Toro.
La superficie de son bassin versant est de plus ou moins 63 km2.

## Pluviométrie - régime
Le bassin versant du río Blanco se situe dans une zone aux précipitations abondantes. À la station pluviométrique de Dique Nivelador située au niveau du confluent avec le río Toro, le niveau moyen de celles-ci est de 919 millimètres par an.
Très bien alimenté, le río Blanco est de régime pluvial permanent, avec un débit maximal pendant les mois d'été (décembre-mars). Les étiages de fin d'hiver-printemps sont généralement très sévères (août-octobre), ce qui traduit la faiblesse des précipitations hivernales sous forme de neige, malgré l'altitude moyenne élevée du bassin.

## Les débits mensuels du río Blanco à Dique Nivelador
Les débits de la rivière ont été observés sur une période de 4 ans (1949-1952) à la station hydrométrique de Dique Nivelador del río Toro, station située au niveau de son débouché dans le río Toro, aux coordonnées géographiques 24° 54' sud et 65°40' ouest, et à 1 520 d'altitude. La superficie prise en compte est de 65 km2, soit la totalité du bassin versant.
À Dique Nivelador, le débit annuel moyen ou module observé durant cette période était de 1,08 m3/s.
La lame d'eau écoulée dans le bassin atteint ainsi le chiffre assez élevé de 543 millimètres par an.

## Tourisme
Dépourvu de routes et autres infrastructures, recouvert de hautes montagnes ou de la forêt vierge et dense de la Yunga du nord-est argentin, et sillonné de nombreux petits cours d'eau aux eaux pures, le bassin du río Blanco est un endroit rêvé pour le tourisme d'aventure et l'écotourisme.
Juste avant son débouché dans le río Toro, le río Blanco est franchi par la voie ferrée du très touristique Train des nuages. Peu après le pont ferroviaire qui enjambe la rivière, en rive droite se trouve la pittoresque ancienne gare de Río Blanco, appelée Virrey Toledo (Vice-roi Toledo).